# Квірін Лемуан
Квірін Лемуан (нід. Quirine Lemoine; нар. 25 грудня 1991) — колишня нідерландська тенісистка.
Найвищу одиночну позицію світового рейтингу — 137 місце досягла 3 липня 2017, парну — 116 місце — 14 серпня 2017 року.
Здобула 19 одиночних та 1 парний титул.
Завершила кар'єру 2022 року.

## Виступи в одиночних турнірах Великого шолома

### Одиночний розряд
| Турнір                                 | 2017 | 2018 | 2019 | W–L   |
| -------------------------------------- | ---- | ---- | ---- | ----- |
| Відкритий чемпіонат Австралії з тенісу | К1р  |      | К1р  | 0–0   |
| Відкритий чемпіонат Франції з тенісу   | 1р   | К1р  |      | 0 / 1 |
| Вімблдонський турнір                   | К1р  |      |      | 0 / 0 |
| Відкритий чемпіонат США з тенісу       | К1р  |      | К2р  | 0 / 0 |
| В-П                                    | 0–1  | 0–0  | 0–1  | 0–1   |

## Фінали турнірів WTA

### Парний розряд: 1 (титул)
| Легенда       |
| ------------- |
| Великий Шлем  |
| WTA 1000      |
| WTA 500       |
| WTA 250 (1–0) |

| Результат | Дата | Турнір       | Рівень        | Покриття | Партнерка  | Суперниці                        | Рахунок          |
| --------- | ---- | ------------ | ------------- | -------- | ---------- | -------------------------------- | ---------------- |
| Перемога  | 2017 | Swedish Open | International | Ґрунт    | Аранча Рус | Марія Ірігоєн Барбора Крейчикова | 3–6, 6–3, [10–8] |

## Фінали ITF

### Одиночний розряд: 25 (19–6)
| Легенда          |
| ---------------- |
| турніри $100,000 |
| турніри $80,000  |
| турніри $60,000  |
| турніри $25,000  |
| турніри $15,000  |
| турніри $10,000  |

| Фінали за покриттям |
| ------------------- |
| Тверде (5–3)        |
| Ґрунт (12–2)        |
| Трава (0–0)         |
| Килим (2–1)         |

| Результат | W–L  | Дата     | Турнір                         | Рівень | Покриття   | Суперниця                | Рахунок         |
| --------- | ---- | -------- | ------------------------------ | ------ | ---------- | ------------------------ | --------------- |
| Перемога  | 1–0  | Кві 2011 | ITF Анталія, Туреччина         | 10,000 | Тверде     | Ізабелла Шинікова        | 6–4, 6–2        |
| Поразка   | 1–1  | Жов 2011 | ITF Стокгольм, Швеція          | 10,000 | Тверде     | Антонія Лоттнер          | 6–4, 4–6, 5–7   |
| Перемога  | 2–1  | Лют 2012 | ITF Гельсінгборг, Швеція       | 10,000 | Килим (i)  | Ева Грдінова             | 6–4, 6–4        |
| Перемога  | 3–1  | Кві 2012 | ITF Единбург, Велика Британія  | 10,000 | Ґрунт      | Еліксан Лекемія          | 6–1, 6–0        |
| Перемога  | 4–1  | Тра 2012 | ITF Стамбул, Туреччина         | 10,000 | Ґрунт      | Ані Амірагян             | 6–2, 7–6(5)     |
| Перемога  | 5–1  | Кві 2014 | ITF Манама, Бахрейн            | 10,000 | Тверде     | Фатіма Ан-Набхані        | 4–6, 6–1, 6–2   |
| Перемога  | 6–1  | Чер 2014 | ITF Амстелвен, Нідерланди      | 10,000 | Ґрунт      | Бернарда Пера            | 2–6, 6–4, 6–2   |
| Перемога  | 7–1  | Лип 2014 | ITF Кнокке, Бельгія            | 10,000 | Тверде     | Келлі Верстег            | 6–1, 6–0        |
| Перемога  | 8–1  | Лип 2014 | ITF Маасейк, Бельгія           | 10,000 | Ґрунт      | Бернісе ван де Велде     | 6–1, 6–3        |
| Перемога  | 9–1  | Сер 2014 | ITF Роттердам, Нідерланди      | 10,000 | Ґрунт      | Ольга Саес Ларра         | 6–3, 3–6, 6–2   |
| Перемога  | 10–1 | Лип 2015 | ITF Зеландія, Нідерланди       | 15,000 | Тверде     | Аранча Рус               | 6–1, 6–2        |
| Перемога  | 11–1 | Чер 2016 | ITF Ніувпорт, Бельгія          | 10,000 | Ґрунт      | Марго Єролімо            | 6–4, 6–3        |
| Перемога  | 12–1 | Лип 2016 | ITF Мідделбург, Нідерланди     | 25,000 | Ґрунт      | Валентіні Грамматікопулу | 6–2, 7–5        |
| Перемога  | 13–1 | Вер 2016 | Royal Cup, Чорногорія          | 25,000 | Ґрунт      | Паула Ормаечеа           | 7–5, 6–1        |
| Перемога  | 14–1 | Лис 2016 | ITF Завада, Польща             | 25,000 | Килим (i)  | Лаура Шедер              | 3–6, 6–4, 7–5   |
| Поразка   | 14–2 | Лис 2016 | Open de Valencia, Іспанія      | 25,000 | Ґрунт      | Жасмін Паоліні           | 1–6, 6–2, 4–6   |
| Поразка   | 14–3 | Лют 2017 | ITF Альтенкірхен, Німеччина    | 25,000 | Килим (i)  | Бібіана Схофс            | 5–7, 5–7        |
| Перемога  | 15–3 | Чер 2017 | ITF Істад, Швеція              | 25,000 | Ґрунт      | Мелані Стокке            | 1–6, 6–4, 6–3   |
| Поразка   | 15–4 | Тра 2018 | Open Saint Gaudens, Франція    | 60,000 | Ґрунт      | Віра Лапко               | 2–6, 4–6        |
| Поразка   | 15–5 | Жов 2018 | Challenger de Saguenay, Канада | 60,000 | Тверде (i) | Кетрін Себов             | 6–7(10), 6–7(4) |
| Перемога  | 16–5 | Лис 2018 | Toronto Challenger, Канада     | 60,000 | Тверде (i) | Катерина Козлова         | 6–2, 6–3        |
| Поразка   | 16–6 | Січ 2020 | ITF Лієпая, Латвія             | 15,000 | Тверде (i) | Елза Томасе              | 6–0, 3–6, 1–6   |
| Перемога  | 17–6 | Чер 2021 | ITF Алкмар, Нідерланди         | 15,000 | Ґрунт      | Юлія Авдєєва             | 7–6(6), 6–1     |
| Перемога  | 18–6 | Чер 2021 | ITF The Hague, Нідерланди      | 25,000 | Ґрунт      | Панна Удварді            | 7–5, 6–3        |
| Перемога  | 19–6 | Лип 2021 | Amstelveen Open, Нідерланди    | 60,000 | Ґрунт      | Яна Мордергер            | 7–5, 6–4        |

### Парний розряд: 38 (27–11)
| Результат | W–L   | Дата     | Турнір                                    | Рівень | Покриття   | Партнерка                | Суперниці                                | Рахунок              |
| --------- | ----- | -------- | ----------------------------------------- | ------ | ---------- | ------------------------ | ---------------------------------------- | -------------------- |
| Перемога  | 1–0   | Лип 2009 | ITF Бре, Бельгія                          | 10,000 | Ґрунт      | Кікі Бертенс             | Ан-Софі Месташ Демі Схюрс                | 6–1, 6–0             |
| Перемога  | 2–0   | Сер 2009 | ITF Енсхеде, Нідерланди                   | 10,000 | Ґрунт      | Сабіне ван дер Сар       | Даніелле Гармсен Кім Кілсдонк            | 6–2, 4–6, [10–8]     |
| Поразка   | 2–1   | Тра 2010 | Wiesbaden Open, Німеччина                 | 10,000 | Ґрунт      | Марлот Медденс           | Наташа Зорич Барбара Бонич               | 2–6, 2–6             |
| Перемога  | 3–1   | Сер 2010 | ITF Вестенде, Бельгія                     | 10,000 | Тверде     | Демі Схюрс               | Ірина Хромачова Алісон ван Ейтванк       | 3–6, 6–4, 6–4        |
| Перемога  | 4–1   | Сер 2010 | ITF Мідделбург, Нідерланди                | 10,000 | Ґрунт      | Сабіне ван дер Сар       | Ангелік ван дер Мет Бернісе ван де Велде | 6–1, 6–0             |
| Перемога  | 5–1   | Чер 2011 | ITF Мідделбург, Нідерланди                | 25,000 | Ґрунт      | Марина Заневська         | Джулія Коен Флоренсія Молінеро           | 6–3, 6–4             |
| Перемога  | 6–1   | Жов 2011 | ITF Стокгольм, Швеція                     | 10,000 | Тверде     | Лісанне ван Ріт          | Елінор Дін Антонія Лоттнер               | 7–5, 6–1             |
| Перемога  | 7–1   | Січ 2012 | ITF Саттон, Велика Британія               | 10,000 | Тверде (i) | Емі Боутелл              | Еліксан Лекемія Іріна Раміалізон         | 7–6, 6–3             |
| Перемога  | 8–1   | Лют 2012 | ITF Гельсінгборг, Швеція                  | 10,000 | Килим (i)  | Amy Bowtell              | Матільда Гамлін Валерія Осадченко        | 6–3, 6–4             |
| Перемога  | 9–1   | Вер 2013 | ITF Пула, Італія                          | 10,000 | Ґрунт      | Ґабрієла ван де Ґраф     | Агата Бараньська Пія Коніг               | 6–4, 6–7(10), [10–3] |
| Перемога  | 10–1  | Жов 2013 | ITF Анталія, Туреччина                    | 10,000 | Ґрунт      | Ґабрієла ван де Ґраф     | Марі Бенуа Кімберлі Циммерманн           | 6–3, 0–6, [10–7]     |
| Поразка   | 10–2  | Лис 2013 | ITF Гельсінкі, Фінляндія                  | 10,000 | Тверде (i) | Мартіна Пршадова         | Ева Паалма Олена Остапенко               | 2–6, 7–5, [9–11]     |
| Перемога  | 11–2  | Лип 2015 | ITF Зеландія, Нідерланди                  | 15,000 | Ґрунт      | Леслі Керкгове           | Конні Перрен Альона Сотникова            | 6–2, 3–6, [10–3]     |
| Перемога  | 12–2  | Сер 2015 | ITF Wanfercée-Baulet, Бельгія             | 15,000 | Ґрунт      | Ева Ваканно              | Еліне Буйкенс Александрина Найденова     | 2–6, 6–2, [10–6]     |
| Перемога  | 13–2  | Вер 2015 | ITF Alphen aan den Rijn, Нідерланди       | 25,000 | Ґрунт      | Ева Ваканно              | Леслі Керкгове Аранча Рус                | 3–6, 6–4, [10–7]     |
| Поразка   | 13–3  | Лис 2015 | GB Pro-Series Shrewsbury, Велика Британія | 25,000 | Тверде (i) | Леслі Керкгове           | Ксенія Кнолль Аліче Матеуччі             | 6–3, 3–6, [3–10]     |
| Перемога  | 14–3  | Бер 2016 | ITF Орландо, США                          | 10,000 | Ґрунт      | Ульрікке Ейкері          | Ема Бургич-Буцко Дія Евтімова            | 6–1, 6–3             |
| Поразка   | 14–4  | Бер 2016 | ITF Нейплс, США                           | 25,000 | Ґрунт      | Софі Чанг                | Валерія Соловйова Марина Заневська       | 5–7, 0–6             |
| Поразка   | 14–5  | Чер 2016 | ITF Ніувпорт, Бельгія                     | 10,000 | Ґрунт      | Стеффі Дістелманс        | Аманда Каррерас Аліче Саворетті          | 2–6, 7–6(4), [8–10]  |
| Перемога  | 15–5  | Лип 2016 | ITF Мідделбург, Нідерланди                | 25,000 | Ґрунт      | Ева Ваканно              | Валентіні Грамматікопулу Юлія Вахачик    | 6–3, 7–5             |
| Поразка   | 15–6  | Сер 2016 | ITF Вестенде, Бельгія                     | 25,000 | Тверде     | Ева Ваканно              | Еліне Буйкенс Валентіні Грамматікопулу   | 2–6, 3–6             |
| Перемога  | 16–6  | Вер 2016 | ITF Софія, Болгарія                       | 25,000 | Ґрунт      | Валентіні Грамматікопулу | Ліна Джорческа Вікторія Томова           | 6–4, 4–6, [10–6]     |
| Перемога  | 17–6  | Вер 2016 | Royal Cup, Чорногорія                     | 25,000 | Ґрунт      | Аніта Гусарич            | Івана Йорович Ксенія Нолл                | 3–6, 6–4, [10–4]     |
| Поразка   | 17–7  | Лис 2016 | ITF Братислава, Словаччина                | 25,000 | Тверде (i) | Ева Ваканно              | Джоселін Рей Анна Сміт                   | 3–6, 2–6             |
| Поразка   | 17–8  | Чер 2017 | ITF Істад, Швеція                         | 25,000 | Ґрунт      | Ева Ваканно              | Валентина Івахненко Рената Сарасуа       | 3–6, 6–3, [5–10]     |
| Поразка   | 17–9  | Лип 2017 | ITF Rome, Італія                          | 60,000 | Ґрунт      | Ева Ваканно              | Анастасія Комардіна Надія Подороська     | 6–7(3), 3–6          |
| Поразка   | 17–10 | Лип 2018 | ITF Денен, Франція                        | 25,000 | Ґрунт      | Ева Ваканно              | Момоко Коборі Аяно Сімідзу               | 6–0, 5–7, [7–10]     |
| Перемога  | 18–10 | Сер 2018 | ITF Лас-Пальмас, Іспанія                  | 25,000 | Тверде     | Ева Ваканно              | Емілі Арбутнотт Мір'ям Б'єрклунд         | 7–6(6), 6–1          |
| Перемога  | 19–10 | Січ 2019 | ITF Сінгапур                              | 25,000 | Тверде     | Аранча Рус               | Чжень Бейсюань У Фансіень                | 6–2, 6–4             |
| Перемога  | 20–10 | Лип 2019 | ITF The Hague, Нідерланди                 | 25,000 | Ґрунт      | Валентіні Грамматікопулу | Ґабрієлла Да Сілва-Фік Анна Клазен       | 6–2, 5–7, [10–3]     |
| Перемога  | 21–10 | Лис 2019 | ITF Анталія, Туреччина                    | 15,000 | Ґрунт      | Ґабріелла Муян           | Йоана Гаспар Ніна Рудюкова               | 6–3, 6–4             |
| Перемога  | 22–10 | Січ 2021 | ITF Каїр, Єгипет                          | 15,000 | Ґрунт      | Ґабріелла Муян           | Деа Герджелаш Аніта Гусарич              | 4–6, 6–3, [10–6]     |
| Перемога  | 23–10 | Чер 2021 | ITF Алкмар, Нідерланди                    | 15,000 | Ґрунт      | Ґабріелла Муян           | Ева Веддер Стефані Віссхер               | 6–4, 6–1             |
| Перемога  | 24–10 | Лип 2021 | Amstelveen Open, Нідерланди               | 60,000 | Ґрунт      | Сюзан Ламенс             | Аміна Аншба Анастасія Децюк              | 6–4, 6–3             |
| Перемога  | 25–10 | Жов 2021 | ITF Kiryat Motzkin, Ізраїль               | 25,000 | Тверде     | Ева Веддер               | Марія Бондаренко Кароль Монне            | 6–0, 6–2             |
| Поразка   | 25–11 | Січ 2022 | ITF Манакор, Іспанія                      | 25,000 | Тверде     | Бібіана Схофс            | Анастасія Децюк Яна Сізікова             | 2–6, 3–6             |
| Перемога  | 26–11 | Лют 2022 | ITF Порту, Португалія                     | 25,000 | Тверде (i) | Валентіні Грамматікопулу | Одре Албіе Леолья Жанжан                 | 6–2, 6–3             |
| Перемога  | 27–11 | Лют 2022 | ITF Порту, Португалія                     | 25,000 | Тверде (i) | Валентіні Грамматікопулу | Адрієнн Надь Прартхана Томбаре           | 6–2, 6–0             |

## Нотатки
1. ↑  The Турніри WTA International were reclassified as Турніри WTA 250 in 2021.